# Corredera Alta de San Pablo
La Corredera Alta de San Pablo del madrileño Barrio de Maravillas, es una estrecha y alargada vía que, como su castiza denominación indica, corre desde la plazuela de San Ildefonso llegando hasta la calle de Fuencarral. Queda noticia de que en ella nació  María Teresa Rodríguez del Toro y Alaiza, la que fuera única y efímera esposa de Simón Bolivar.

## Historia

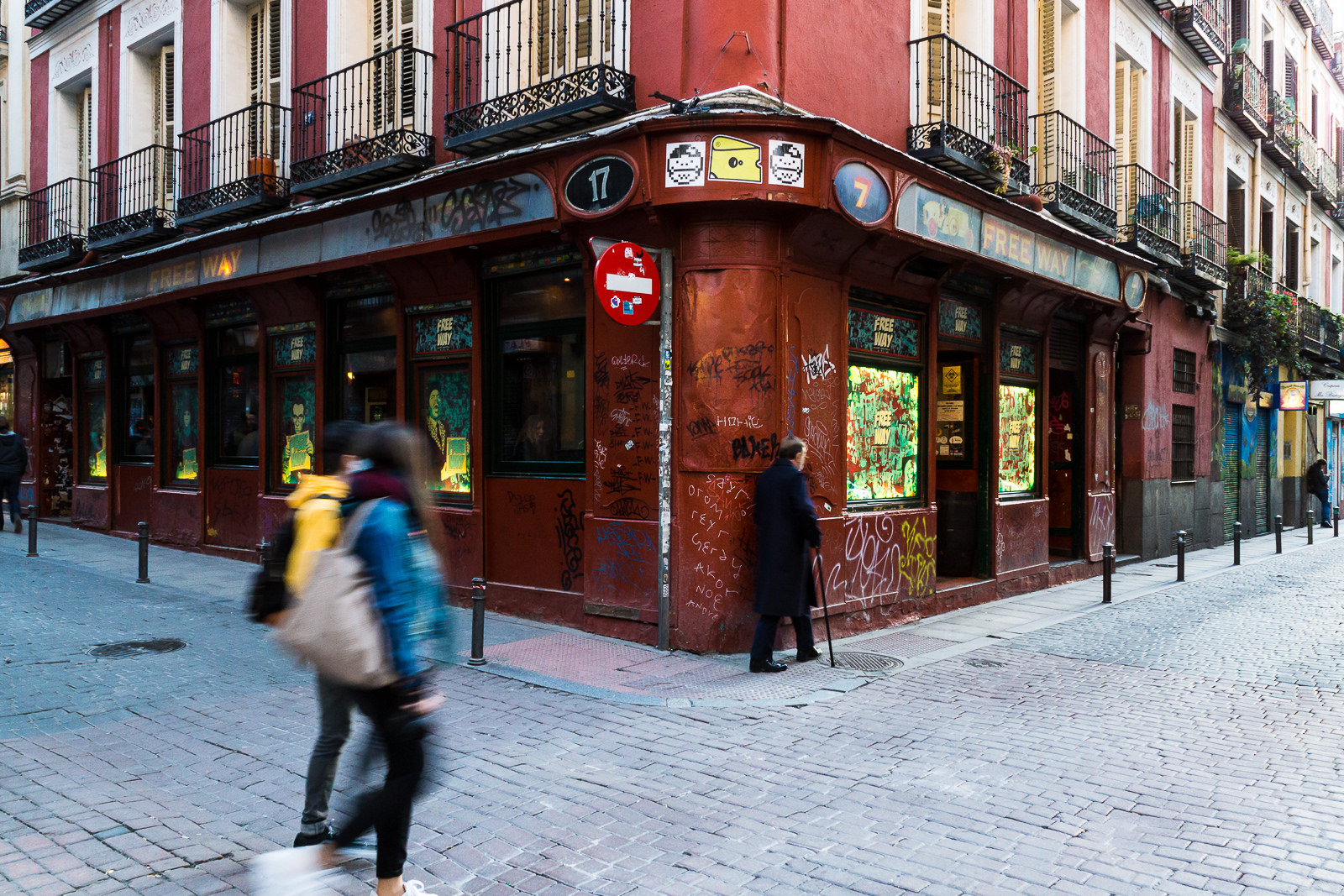
Esquina de la calle con la de San Vicente Ferrer, siglo xxi.

Nació como prolongación de la Corredera Baja de San Pablo que partía de la calle de la Luna, en el asentamiento de tradición chispera de lo que desde el último tercio del siglo XX se conoce como zona Malasaña. En el plano de Teixeira, completado en 1656, ese camino, antigua vía romana, figura con el nombre de san Ildefonso. 
El cronista Pedro de Répide cuenta que junto a la quinta de Vocinguerra de Arcos, donde luego se levantaría el Hospicio, hubo una ermita dedicada a san Pablo a la que acudían los madrileños en romería cuando el entorno no era más que un arrabal baldío, con algunas huertas y alquerías. Más tarde desapareció la ermita y la verbena sería trasladada al paseo del Prado y la Plaza Mayor uniéndose a la no menos 'chispera' verbena dedicada a san Pedro. Más tarde -entre 1835 y 1970-, y por influencia del vecino Mercado de San Ildefonso (levantado en lo que luego sería plazuela del mismo nombre), las dos Correderas y calles aledañas se llenaban de puestos de venta de todo tipo de género en los días de mercado, en especial de fruta, verduras y pescado.